# جرارد نوئل
جرارد نوئل (انگلیسی: Gerard Noel; ۵ مارس ۱۸۴۵ – ۲۳ مهٔ ۱۹۱۸) یک افسر نیروی دریایی پادشاهی بریتانیا بود. او به عنوان یک افسر جزء، فرماندهی یک تیپ دریایی را بر عهده داشت که در فوریه ۱۸۷۴ در جریان جنگ دوم انگلیس و آشانتی در تصرف کوماسی شرکت داشت.
نوئل به عنوان فرمانده دوم ناوگان مدیترانه منصوب شد: در طول این ماموریت، پس از قتل معاون کنسول بریتانیا در هراکلیون و حمله به گمرک آنجا، نوئل نیرویی را در کرت پیاده کرد تا تروریست‌ها را محاکمه نظامی کند و به طور کلی نظم را برقرار سازد. پس از آن، او دریاسالار سرپرست نیروهای ذخیره دریایی شد و مسئولیت اضافی فرمانده کل ناوگان داخلی به او واگذار شد. سپس او فرمانده کل ایستگاه چین شد: در آن زمان روابط بین بریتانیا و روسیه به دلیل ابراز نارضایتی قابل توجه بریتانیا از تجاوز روسیه در آغاز جنگ روسیه و ژاپن، متشنج بود. آخرین انتصاب او به عنوان فرمانده کل نور بود.